# Johnson Beharry

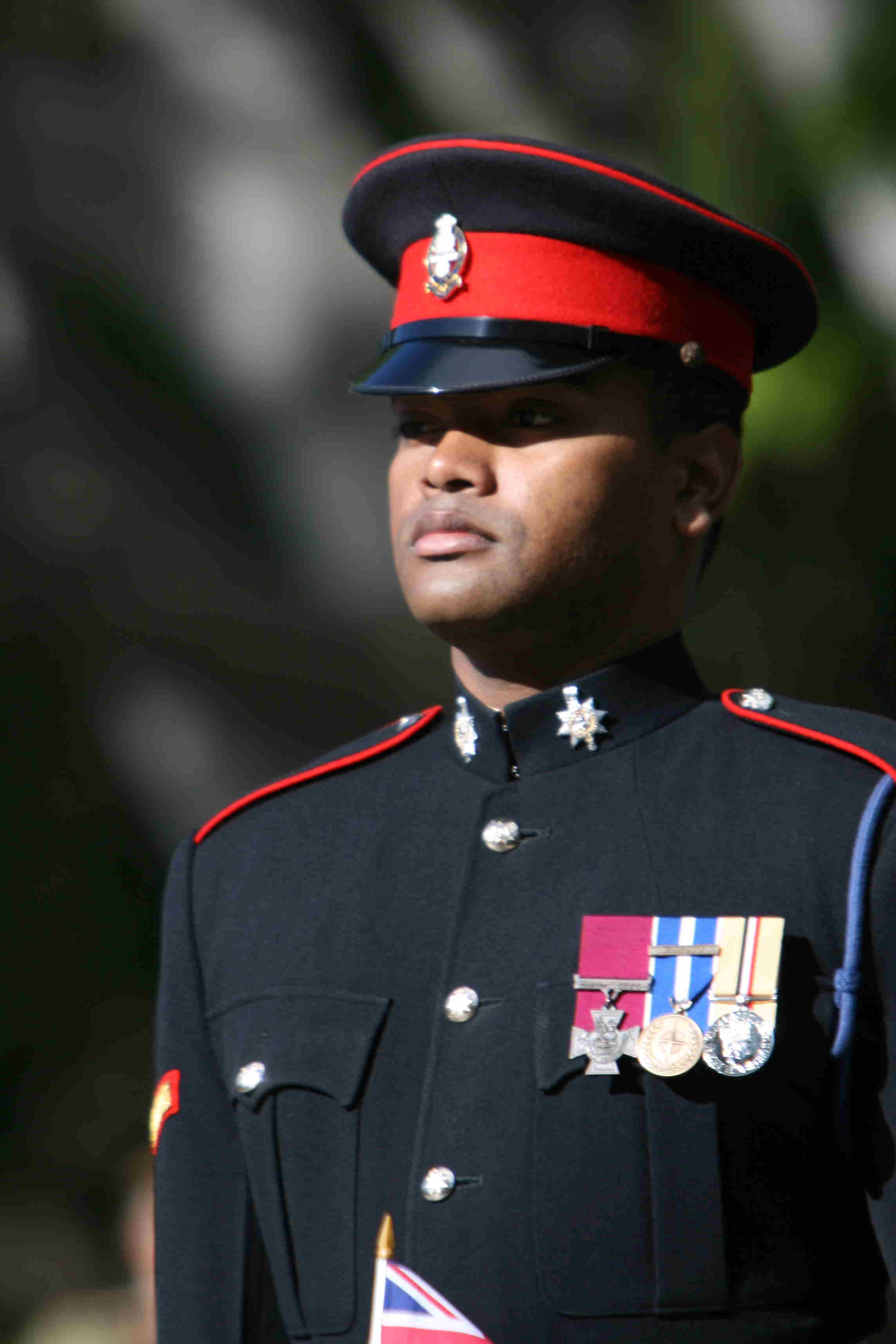
Johnson Beharry (2007)

Johnson Gideon Beharry VC (* 26. Juli 1979 auf Grenada) ist ein britischer Kriegsveteran und Träger des Victoria Cross, welches ihm für zweifache Tapferkeit während der Besetzung des Irak im Jahr 2004 verliehen wurde. Er ist darüber hinaus Träger der NATO Service Medal mit Spange und der Iraq Medal.

## Kindheit und Jugend
Beharry wuchs in Grenada als viertes von acht Kindern in zerrütteten Verhältnissen auf, da sein Vater alkoholabhängig und gewalttätig war. In seiner Jugend brach Beharry sowohl die Schule, zu der er jeden Tag drei Meilen barfuß ging, als auch Weiterbildungsmaßnahmen ab. Nachdem er begonnen hatte, als Handwerker und Bauarbeiter zu arbeiten, begann er ebenfalls mit dem exzessiven Konsum von Alkohol und Rauschgiften, weswegen er beschloss, Grenada zu verlassen. Im August 1999 zog er nach Großbritannien und ließ sich im August 2001 für die British Army verpflichten, in der er dem Princess of Wales’s Royal Regiment zugeteilt wurde. Nach einer Verlegung in den Kosovo und nach Nordirland wurde er im Jahre 2004 in den Irak abkommandiert.

## Auszeichnung
Das Victoria Cross bekam Beharry als erster Soldat seit 1982 – als erste lebende Person seit 1969 – für zwei voneinander unabhängige Ereignisse verliehen. Am 1. Mai 2004 befreite er unter Lebensgefahr eine umzingelte Patrouille in Al-Amarah im Irak. Dazu durchfuhr er mit seinem Warrior, dem Kommandofahrzeug des aus fünf Fahrzeugen bestehenden Konvois, eine knapp 1,5 km lange Straße, in der paramilitärische Kräfte einen Hinterhalt gelegt hatten und den Konvoi mit Schusswaffen und Explosionskörpern verschiedener Typen beschossen.
Am 11. Juni 2004 geriet er, wieder als Fahrer des Führungsfahrzeuges, erneut in einen Hinterhalt in Al-Amarah, bei dem sein Fahrzeug beschädigt und er selbst verletzt wurde. Trotz dieser Verletzungen und einer verminderten Sehfähigkeit gelang es ihm, den Konvoi wie geplant zum Entsatz einer weiteren Patrouille zu fahren. Insgesamt sollen Beharrys Handlungen fast 30 Soldaten das Leben gerettet haben. Beharry leidet bis heute an den Folgen der Explosion einer Antipanzergranate, die bei dem Einsatz knapp 15 Zentimeter von seinem Kopf entfernt detonierte.

## Nach dem aktiven Dienst
Im September 2006 beförderte das Verteidigungsministerium Beharry vom Private zum Lance Corporal. Offiziell untersteht er noch seinem Dienstverhältnis. Seine angeschlagene körperliche und seelische Verfassung macht eine tatsächliche Rückkehr in den aktiven Dienst allerdings unwahrscheinlich.
Im Mai 2005 trennte er sich, sechs Tage nach der Ordensverleihung, von seiner Ehefrau Lynthia, die für das Verteidigungsministerium in zivilem Dienstverhältnis in der medizinischen Versorgung arbeitete.
Seit seinem Bekanntwerden ist Beharry als Referent, Autor und Person des öffentlichen Lebens in Erscheinung getreten. Im Jahr 2006 veröffentlichte er seine Autobiographie, Barefoot Soldier, für die er ein Honorar von knapp £1 Mio. erhielt. Die BBC zog sich im April 2007 aus der Produktion eines Films über Beharry zurück, da sie um ihre kritische Distanz zum Irakkrieg und die Reaktionen der Zuschauer, die den Krieg ablehnten, fürchtete. Im Februar 2009 kritisierte er das Verteidigungsministerium für die in seinen Augen unzureichende Betreuung von Kriegsveteranen im Hinblick auf die Posttraumatische Belastungsstörung.
Nach Beharry sind eine auf Grenada wachsende Pflanze, die Heliconia psittacorum x spathocircinata “Johnson Beharry V.C.”, sowie ein Gebäudeflügel der Royal Military Academy in Sandhurst benannt. Ein Abbild seines Victoria Cross hat er sich in den Rücken tätowieren lassen.
2011 nahm er an der sechsten Staffel der Eiskunstlaufshow Dancing on Ice teil.